# Synsepalum stipulatum
Synsepalum stipulatum là một loài thực vật có hoa trong họ Hồng xiêm. Loài này được (Radlk.) Engl. miêu tả khoa học đầu tiên năm 1904.